# Zero Petriashvili
Pas d'image ? Cliquez ici

a Compétitions nationales et continentales officielles uniquement.

Dernière mise à jour le 26 mai 2020.
Zero Petriashvili (en géorgien : ზერო პეტრიაშვილი et phonétiquement en français : Zéro Pétriachvili), né le 21 février 1987, est un joueur géorgien de rugby à XV qui évolue au poste de pilier. Il joue au sein de l'effectif du CS Vienne depuis 2012.